# شهرستان وایت (ایندیانا)
شهرستان وایت، ایندیانا (به انگلیسی: White County, Indiana) شهرستانی در ایالات متحده آمریکا است که در ایندیانا واقع شده‌است.